# Lophothericles
Lophothericles är ett släkte av insekter. Lophothericles ingår i familjen Thericleidae.

## Dottertaxa tillLophothericles, i alfabetisk ordning[1]
- Lophothericles alfa
- Lophothericles armatus
- Lophothericles browni
- Lophothericles burri
- Lophothericles carinatus
- Lophothericles carinifrons
- Lophothericles crassipes
- Lophothericles dirshi
- Lophothericles disparilis
- Lophothericles dogodea
- Lophothericles dondoanae
- Lophothericles euchore
- Lophothericles faurei
- Lophothericles ferreirai
- Lophothericles flavifrons
- Lophothericles forceps
- Lophothericles fuscus
- Lophothericles greatheadi
- Lophothericles inhacae
- Lophothericles inhaminga
- Lophothericles kongoni
- Lophothericles magnus
- Lophothericles malawi
- Lophothericles malosae
- Lophothericles marginatus
- Lophothericles mayungudsi
- Lophothericles merehana
- Lophothericles modestus
- Lophothericles mucronatus
- Lophothericles multispinosus
- Lophothericles ohanus
- Lophothericles pallens
- Lophothericles pinheyi
- Lophothericles popovi
- Lophothericles punctulatus
- Lophothericles rubripes
- Lophothericles shabani
- Lophothericles somali
- Lophothericles soudanicus
- Lophothericles turkanae
- Lophothericles wardi